# Bogorodskoïe
Bogorodskoïe (Муниципальный округ Богородское) est un district municipal de Moscou, dépendant du district administratif est.

Armes du district
Drapeau du district

## Histoire
Les premières mentions du territoire recouvrant l'actuel district datent du milieu du XVIe siècle. Dans le livre de cens de 1550, il s'appelle Alymovo et appartient au prince Lykov-Obolenski. Cependant, lors de fouilles menées sur le territoire de la région sur les rives de la rivière Iaouza, de la céramique rouge a été découverte permettant d'affirmer que le peuplement existait deux siècles avant cette première mention du livre de cens. Ivan le Terrible a possédé Alymovo pendant une courte période et, en 1568, il a signé une lettre accordant ces terres au monastère de Tchoudov. En 1680, une chapelle en bois est construite dans le cimetière de l'église en l'honneur de l'Assomption de la Sainte Mère de Dieu (elle n'a pas survécu), depuis lors, le nom de Bogoroditski ou Bogorodskoïe ( de la Mère de Dieu) est fermement ancré dans le village.

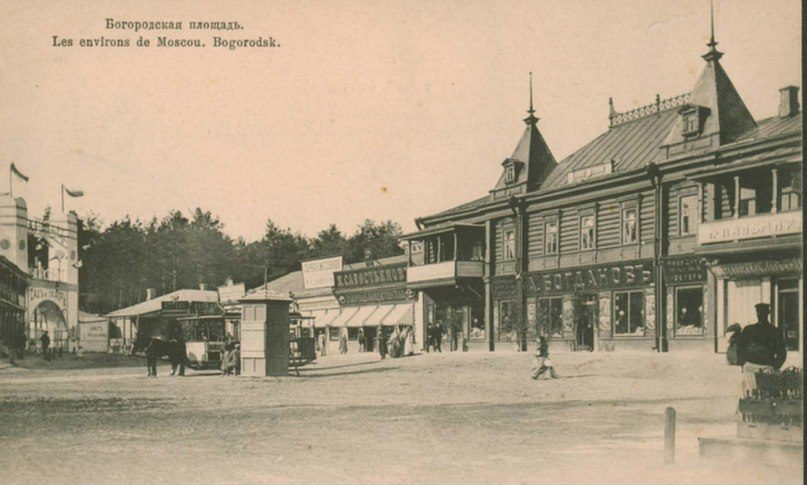
Place centrale du village au début du XXe siècle.

À l'époque de Pierre le Grand, une production de papier naît ici, la première en Russie. Au début du XIXe siècle, Bogorodskoïe devient finalement une propriété de l'État. À partir du milieu du XIXe siècle, la construction de datchas commence à Bogorodskoïe, qui étaient très populaires auprès des citadins. Chichkine, Tchaïkovski, Borodine ou encore Balakirev y ont séjourné.
En 1876-1880, une église en bois sous le vocable de la Transfiguration du Sauveur est érigée dans le village, qui a survécu jusqu'à ce jour. En 1879, le village et le zemstvo conviennent d'inclure Bogorodskoïe dans les limites de Moscou. En 1886, une ligne hippomobile est posée de Sokolniki à Bogorodskoïe (le tarif était de 7 kopecks); en 1912, la ligne est reconstruite en tramway. Au début du XXe siècle, la zone du village de Bogorodskoïe se transforme en un village ouvrier pour l'usine de Bogatyr (rebaptisée plus tard en Krasny Bogatyr), qui fabrique des produits en caoutchouc.

## Galerie

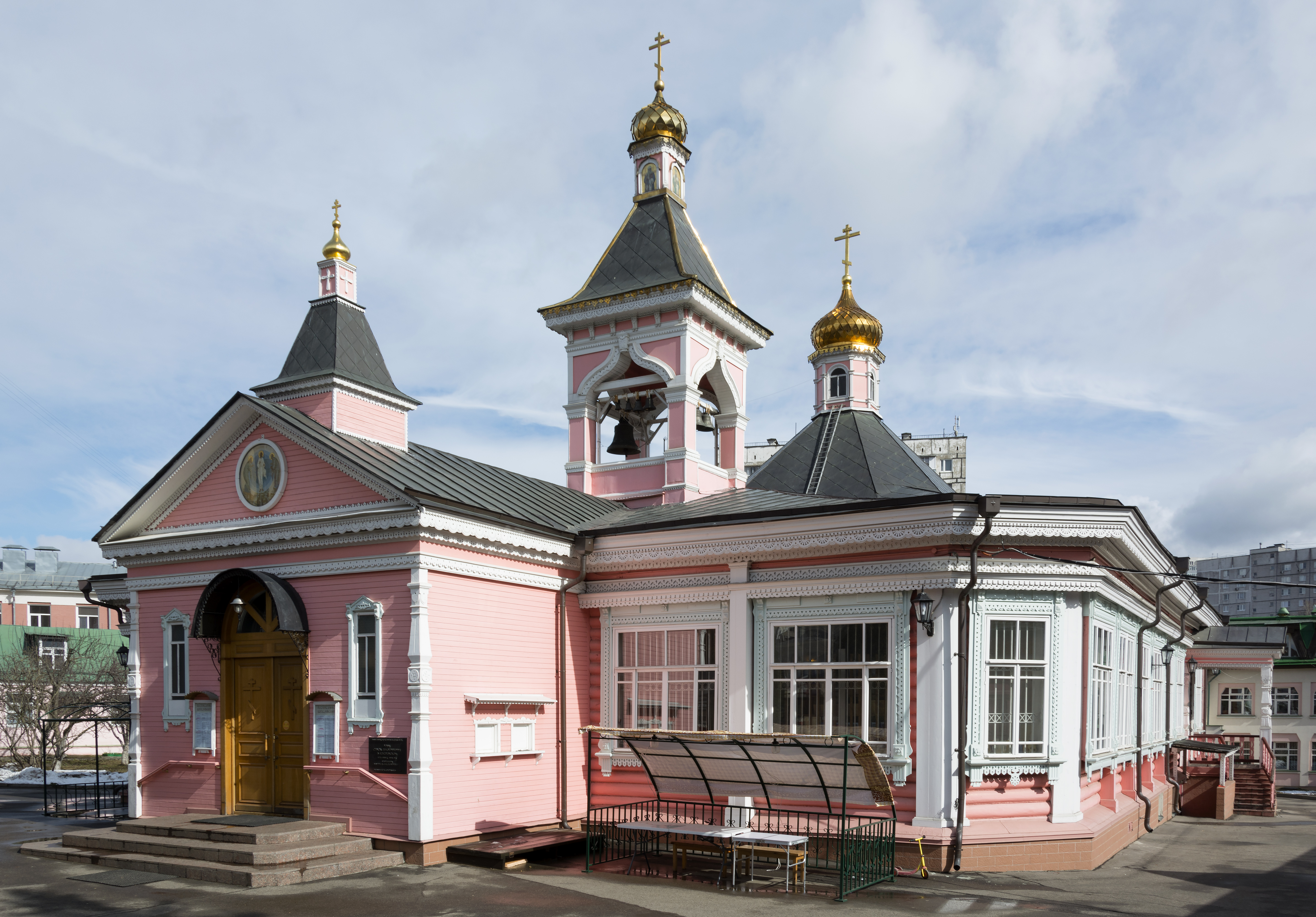
Vue de l'église de la Transfiguration.
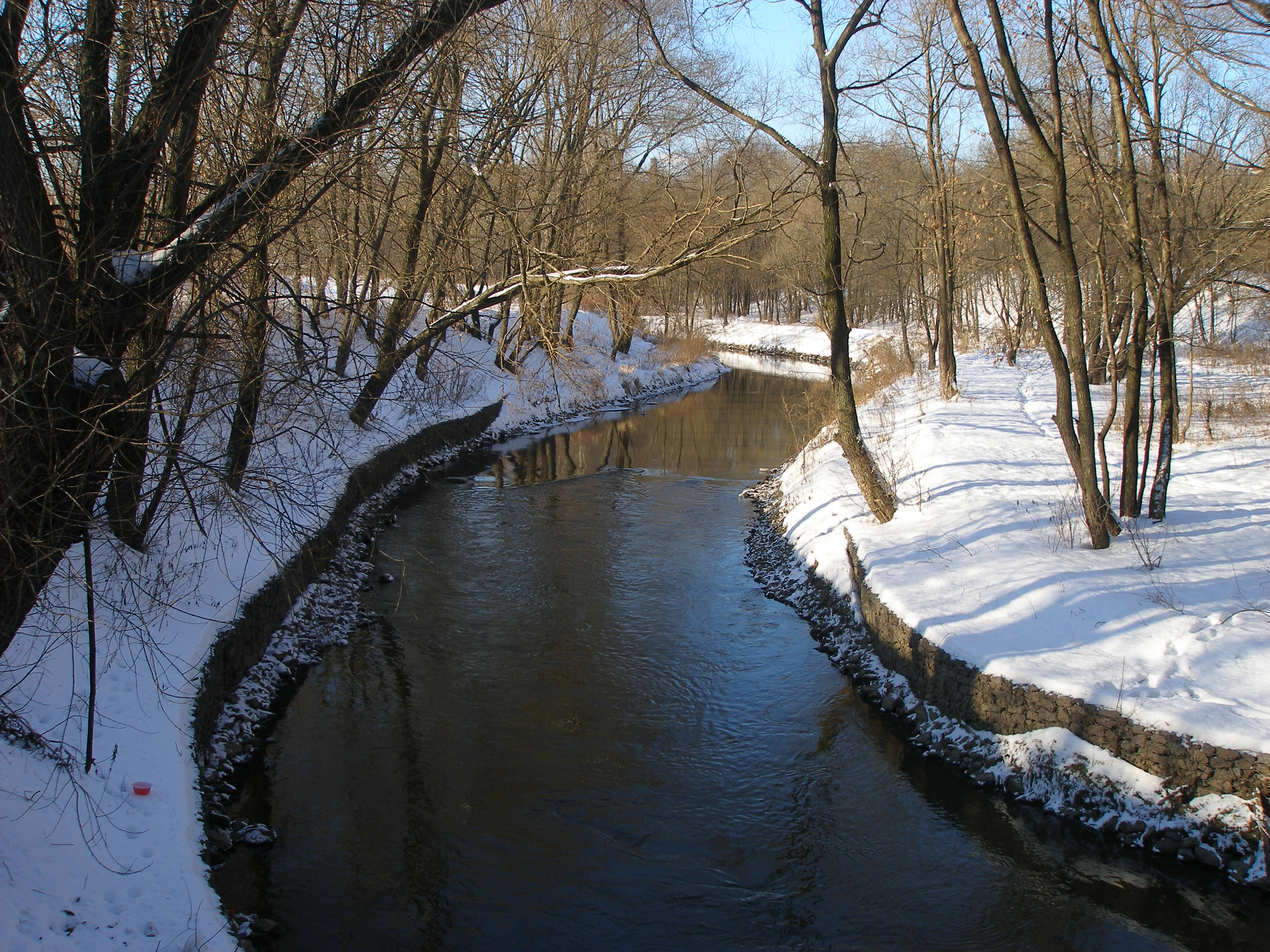
La Iaouza à Bogorodskoïe.
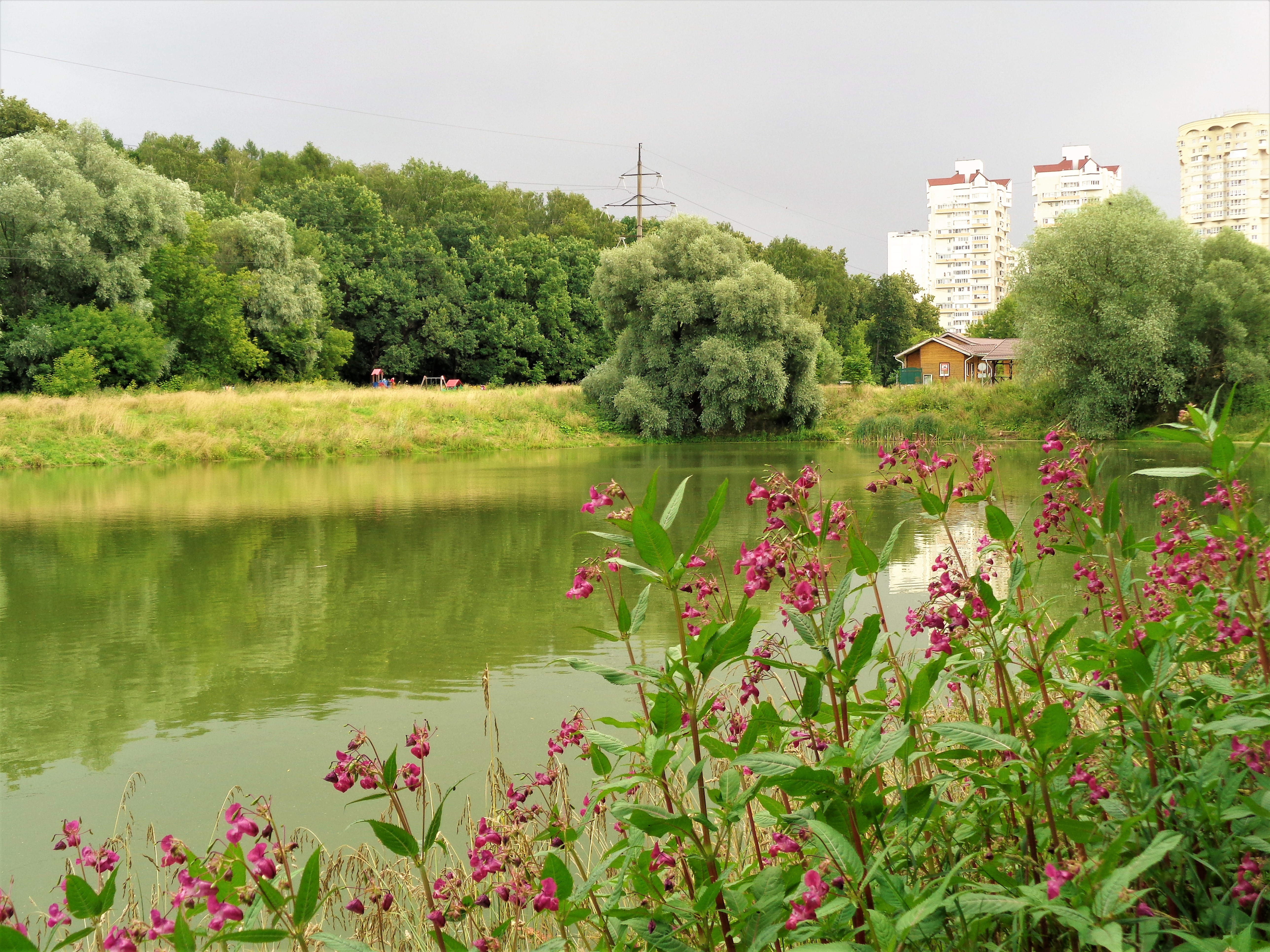
L'étang de Bogatyr.
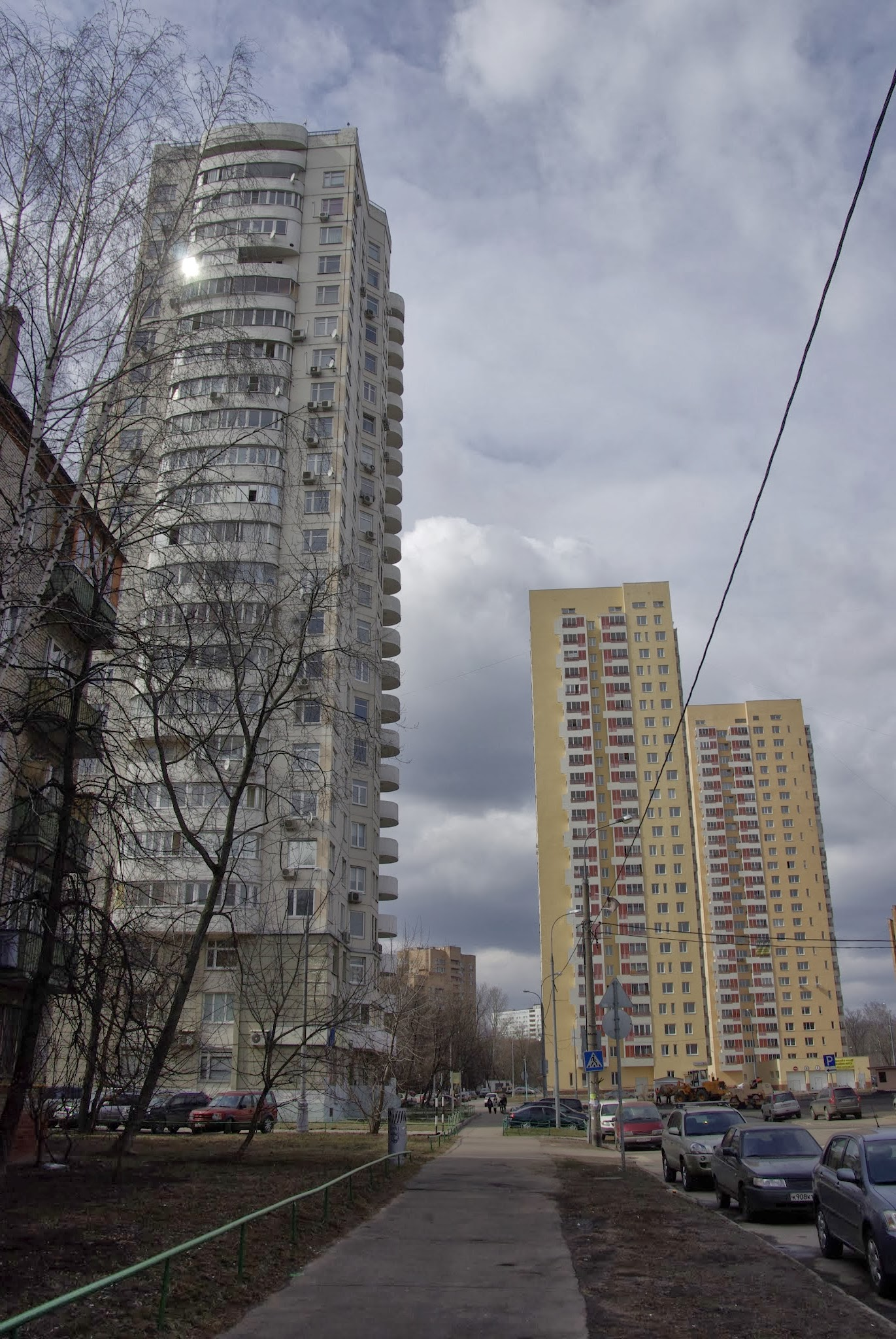
Boulevard du Maréchal Rokossovski.
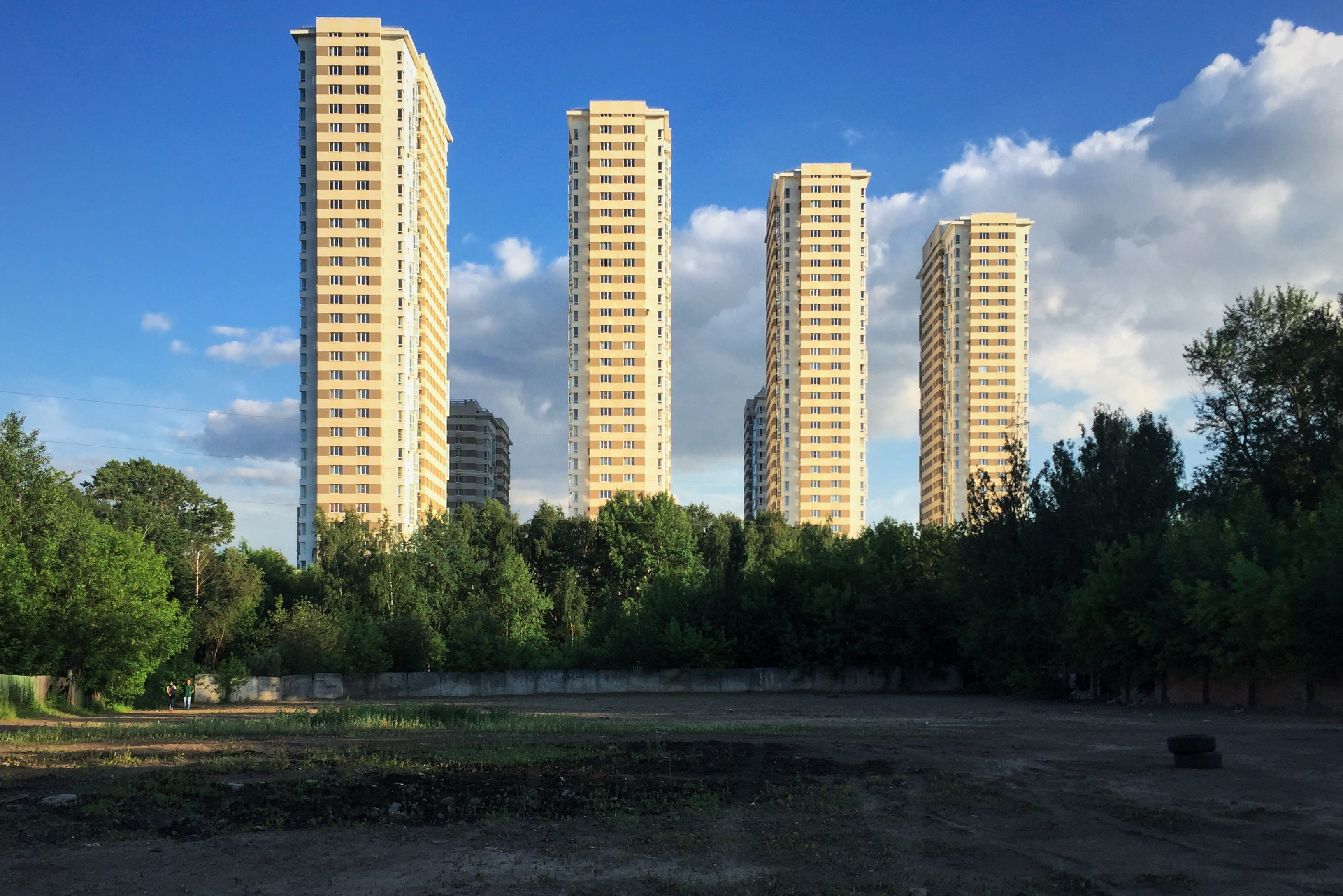
Passage 2e Belokamenny à Bogorodskoïe.